# 煌めきたいの
「煌めきたいの」（きらめきたいの）は、1999年2月10日に発売された瀬川瑛子のシングルである。

## 収録曲
1. 煌めきたいの
  - 作詞：ちあき哲也、作曲：津村泰彦、編曲：竜崎孝路
2. 煌めきたいの（カラオケ）
3. 冬のさくら
  - 作詞：中谷純平、作曲：馬飼野俊一、編曲：竜崎孝路
4. 冬のさくら（カラオケ）